# Việt Nam tại Đại hội Thể thao Trong nhà châu Á 2009
Việt Nam là quốc gia chủ nhà của Đại hội Thể thao Trong nhà châu Á 2009 được tổ chức tại Hà Nội và một số địa phương khác của Việt Nam từ ngày 30 tháng 10 đến 8 tháng 11 năm 2009. Tại giải này, Việt Nam đạt 94 huy chương, trong đó có 42 vàng, 30 bạc và 22 đồng. Xếp thứ hai toàn đoàn.

## Huy chương
| Huy chương | Vận động viên          | Môn               | Nội dung              | Ngày       |
| ---------- | ---------------------- | ----------------- | --------------------- | ---------- |
| Vàng       |                        | Cờ thể thao       |                       |            |
| Vàng       |                        | Thể thao điện tử  | DotA Allstars         | 1 tháng 10 |
| Vàng       |                        | Đá cầu            |                       |            |
| Vàng       |                        | Đá cầu            |                       |            |
| Vàng       |                        | Đá cầu            |                       |            |
| Vàng       |                        | Đá cầu            |                       |            |
| Vàng       |                        | Đá cầu            |                       |            |
| Vàng       |                        | Khiêu vũ thể thao |                       |            |
| Vàng       |                        | Khiêu vũ thể thao |                       |            |
| Vàng       |                        | Múa lân sư        |                       |            |
| Vàng       |                        | Pencak silat      |                       |            |
| Vàng       |                        | Pencak silat      |                       |            |
| Vàng       |                        | Pencak silat      |                       |            |
| Vàng       |                        | Pencak silat      |                       |            |
| Vàng       |                        | Pencak silat      |                       |            |
| Vàng       |                        | Sport aerobic     |                       |            |
| Vàng       |                        | Lặn chân vịt      |                       |            |
| Vàng       |                        | Lặn chân vịt      |                       |            |
| Vàng       |                        | Lặn chân vịt      |                       |            |
| Vàng       |                        | Lặn chân vịt      |                       |            |
| Vàng       |                        | Đá cầu            |                       |            |
| Vàng       | Nguyễn Trần Duy Nhất   | Muay              | Nam (57 kg)           |            |
| Vàng       | Điểu Văn Sang          | Muay              | Nam (67 kg)           |            |
| Vàng       | Trần Thị Vân Anh       | Muay              | Nữ (48 kg)            |            |
| Vàng       | Nguyễn Thị Thu Hà      | Muay              | Nữ (60 kg)            |            |
| Vàng       | Thân Lại Kim           | Vovinam           | Đối kháng (Nam 55 kg) |            |
| Vàng       | Hồ Minh Tâm            | Vovinam           | Đối kháng (Nam 65 kg) |            |
| Vàng       | Nguyễn Thị Ngọc Truyền | Vovinam           | Đối kháng (Nữ 50 kg)  |            |
| Vàng       | Bùi Thị Minh Khoa      | Vovinam           | Đối kháng (Nữ 55 kg)  |            |
| Vàng       |                        | Vovinam           |                       |            |
| Vàng       |                        | Vovinam           |                       |            |
| Vàng       |                        | Vovinam           |                       |            |
| Vàng       |                        | Vovinam           |                       |            |
| Bạc        | Nguyễn Bá Tân          | Muay              | Nam (48 kg)           |            |
| Bạc        | Nguyễn Phú Long        | Muay              | Nam (57 kg)           |            |
| Bạc        | Ấp Tô Gô Sách          | Muay              | Nam (67 kg)           |            |
| Bạc        | Lê Thị Đông            | Muay              | Nữ (45 kg)            |            |
| Bạc        | Đoàn Thu Diệp          | Muay              | Nữ (60 kg)            |            |
| Bạc        | Mai Đình Chiến         | Vovinam           | Đối kháng (Nam 60 kg) |            |
| Đồng       |                        | Thể thao điện tử  | Counter-Strike 1.6    | 1 tháng 10 |

## Vận động viên dự thi
| Môn                     | Nam | Nữ | Tổng |
| ----------------------- | --- | -- | ---- |
| Bắn súng                |     |    |      |
| Billiards & Snooker     | 12  | 2  | 14   |
| Bi sắt                  |     |    |      |
| Bowling                 |     |    |      |
| Bóng rổ 3x3             |     |    |      |
| Cầu mây                 |     |    |      |
| Cờ thể thao             |     |    |      |
| Thể thao điện tử        |     |    |      |
| Đá cầu                  |     |    |      |
| Điền kinh trong nhà     |     |    |      |
| Futsal                  |     |    |      |
| Kabaddi trong nhà       |     |    |      |
| Khiêu vũ thể thao       |     |    |      |
| Kurash                  |     |    |      |
| Múa lân sư              |     |    |      |
| Pencak Silat            |     |    |      |
| Quyền anh nữ            |     |    |      |
| Sport aerobic           |     |    |      |
| Bơi bể ngắn 25m         |     |    | 32   |
| Lặn chân vịt            |     |    | 18   |
| Kickboxing              |     |    |      |
| Muay                    |     |    |      |
| Vovinam                 |     |    |      |
| Wushu                   |     |    |      |
| Jujitsu & Beltwrestling |     |    |      |

## Môn thi đấu

### Thể thao điện tử
| Đội tuyển | Nội dung           | Đội tuyển     | Đội tuyển     | Đội tuyển        | Đội tuyển      | Hạng |
| Đội tuyển | Nội dung           | Đối thủ Tỉ số | Đối thủ Tỉ số | Đối thủ Tỉ số    | Đối thủ Tỉ số  | Hạng |
| --------- | ------------------ | ------------- | ------------- | ---------------- | -------------- | ---- |
| Việt Nam  | Counter-Strike 1.6 | Iran · 2-0    | Mông Cổ · 2-0 | Uzbekistan · 0-2 | Hàn Quốc · 0-2 |      |

| Đội tuyển      | Nội dung      | Đội tuyển                 | Đội tuyển                    | Hạng |
| Đội tuyển      | Nội dung      | Đối thủ Kết quả           | Đối thủ Kết quả              | Hạng |
| -------------- | ------------- | ------------------------- | ---------------------------- | ---- |
| Việt Nam (VIE) | DotA Allstars | Mông Cổ (MGL) · VIE thắng | Uzbekistan (UZB) · VIE thắng |      |